# Polkovnik (Indija)

Polkovnik je častniški vojaški čin Indijske kopenske vojske, ki v sklopu Natovega standarda STANAG 2116 sodi v razred OF-5. Čin je bil neposredno prevzet po istem britanskem činu, pri čemer so zamenjali krono z narodnim grbom Indije in tudi preoblikovali zvezdo.
Nadrejen je činu podpolkovniku in podrejen činu brigadnega generala. Enakovreden je činu kapitana skupine Indijskega vojnega letalstva in činu komodorja Indijske vojne mornarice. 
Oznaka čina je sestavljena iz dveh zvezd ter narodnega grba Indije.
Čin polkovnika doseže častnik običajno po 20 letih vojaške službe, pri čemer je povprečna starost 42 let.